# Léon Hubert
Emile Clément Léon Hubert (Castillon, 22 mei 1846 - Chimay, 8 januari 1926) was een Belgisch volksvertegenwoordiger.

## Levensloop
Hubert was een zoon van André Hubert (1807-1879) en van Clémentine de Saint-Hubert (1809-1894). Hij trouwde in 1874 met Anna Marie François (1852-1919) en ze hadden een dochter.
Hij promoveerde tot ingenieur (1868) aan de Katholieke Universiteit Leuven. Hij vestigde zich in Chimay.
In juli 1896 werd hij verkozen tot katholiek volksvertegenwoordiger voor het arrondissement Philippeville (vanaf 1900 Dinant-Philippeville). Hij vervulde dit mandaat tot in 1912.

## Publicaties
- Des sources auxquelles nous puisons nos moyens d'existence en Belgique, Brussel, 1901.
- La marine marchande nationale, Brussel, 1902.
- Les catholiques et leur gestion financière, Brussel, 1902.
- La Belgique et ses gouvernements. Gestion financière et économique du gouvernement catholique, Brussel, 1912.